# Robert Sommer (Historiker)
Robert Sommer (* 17. Juni 1974 in Cottbus) ist ein deutscher Kulturwissenschaftler und Historiker. Sein Forschungsschwerpunkt ist die Erforschung von Lagerbordellen und sexueller Zwangsarbeit in NS-Konzentrationslagern. Die Doktorarbeit erschien unter dem Titel Das KZ-Bordell: Sexuelle Zwangsarbeit in nationalsozialistischen Konzentrationslagern und leistete erstmals eine umfassende wissenschaftliche Übersicht über das Thema.
Er ist seit 2009 mit der Politikerin Evrim Sommer verheiratet, hat eine Tochter und lebt in Berlin.

## Leben

### Studium und Promotion
Robert Sommer studierte nach dem Abitur Politikwissenschaft, Kulturwissenschaft und Amerikanistik an der Humboldt-Universität zu Berlin und der Universität Florenz. Nach dem Studium promovierte er 2009 am Institut für Kulturwissenschaft der Humboldt-Universität zu Berlin zum Thema Lagerbordelle in nationalsozialistischen Konzentrationslagern.

### Wissenschaftliche Tätigkeit
Seit 2009 ist er freier Wissenschaftler und Autor. Er ist freier Mitarbeiter der Mahn- und Gedenkstätte Ravensbrück und arbeitet außerdem für die Humboldt-Universität zu Berlin, das Hampshire College in Amherst (Massachusetts) und die DePaul University. Als wissenschaftlicher Berater war er an verschiedenen Dokumentationen, wie die BBC-Dokumentation Auschwitz: The Nazis and 'The Final Solution' oder Diese verfluchten Stunden am Abend. Die Häftlingsbordelle im KZ von Andrea Oster (2012), beteiligt.
Zu seinen weiteren Forschungsschwerpunkten gehören: sexuelle Gewalt im Krieg, Prostitution im Dritten Reich, die Geschichte der Konzentrationslager, die Verfolgung von „Asozialen“ im Nationalsozialismus. Er engagiert sich außerdem im Bereich der Gedenk- und Entschädigungspolitik insbesondere für die Rehabilitierung von „vergessenen Opfern des Nationalsozialismus“. Er prägte den Begriff der „sexuellen Zwangsarbeit“ und fordert die Anerkennung der weiblichen Opfer der KZ-Bordelle. Die Auschwitz-Überlebende Ruth Klüger würdigte ihn in ihrer Gedenkrede am 27. Januar 2016 vor dem Deutschen Bundestag im Rahmen der Gedenkstunde zum Tag des Gedenkens an die Opfer des Nationalsozialismus.

## Werke

### Bücher
- Das KZ-Bordell: Sexuelle Zwangsarbeit in nationalsozialistischen Konzentrationslagern. Paderborn 2009, ISBN 978-3-506-76524-6.
- Der Sonderbau. Die Errichtung von Bordellen in nationalsozialistischen Konzentrationslagern. Magisterarbeit Humboldt-Universität zu Berlin. Morrisville/USA 2003, ISBN 1-84728-844-8.

### Aufsätze
- Mythos und Wahrheit im sexualisierten Bild des deutschen Faschismus. Ein Nachwort. In: Marcus Stiglegger: SadicoNazista. Faschismus und Sexualität im Film. 3. Auflage. St. Augustin 2015, ISBN 978-3-942090-36-0, S. 281–292.
- Pipels. Situational homosexual slavery of young adolescent boys in Nazi concentration camps. In: Hilary Earl, Karl Schleunes (Hrsg.): Lessons and Legacies Volume XI. Expanding Perspectives on the Holocaust in a Changing World. Evanston (Illinois/USA) 2014, ISBN 978-0-8101-3090-6, S. 86–103.
- Die Entschädigung von „asozialen“ Opfern des Nationalsozialismus nach 1945. In: Das Blättchen. Zweiwochen Zeitschrift für Politik, Kunst und Wirtschaft. 13/2014.[4]
- Zur Verfolgungsgeschichte „asozialer“ Frauen aus Lagerbordellen. In: Gedenkstätte Neuengamme (Hrsg.): Ausgegrenzt. „Asoziale“ und „Kriminelle“ im nationalsozialistischen Lagersystem. (= Beiträge zur Geschichte der nationalsozialistischen Verfolgung in Norddeutschland. Nr. 11). Bremen 2009, ISBN 978-3-8378-4005-6, S. 111–127.
- Camp Brothels. Forced Sex Labour in Nazi Concentration Camps. In: Dagmar Herzog (Hrsg.): Brutality and Desire: War and Sexuality in Europe‘s Twentieth Century. New York 2008, ISBN 978-0-230-28563-7, S. 168–196.
- Maskulinität und sexuelle Ausbeutung. Bordellgänger in Konzentrationslagern. In: Elke Frietsch, Christina Herkommer (Hrsg.): Nationalsozialismus und Geschlecht. Zur Politisierung und Ästhetisierung von Körper, „Rasse“ und Sexualität im „Dritten Reich“ und nach 1945. Bielefeld 2008, ISBN 978-3-89942-854-4, S. 156–179.
- „Sonderbauten“ Raum der Sex-Zwangsarbeit in NS-Konzentrationslagern. In: Michael C. Frank, Bettina Gockel, Thomas Hauschild, Dorothee Kimmich, Kirsten Mahlke (Hrsg.): Räume. Zeitschrift für Kulturwissenschaften. Heft 2/2008, ISBN 978-3-89942-960-2, S. 29–40.
- Warum das Schweigen? Berichte von ehemaligen Häftlingen über Sex-Zwangsarbeit in nationalsozialistischen Konzentrationslagern. In: Insa Eschebach, Regina Mühlhäuser (Hrsg.): Krieg und Geschlecht: Sexuelle Gewalt im Krieg und Sex-Zwangsarbeit in NS-Konzentrationslagern. Berlin 2008, ISBN 978-3-940938-21-3, S. 147–165.
- „Sonderbau“ und Lagergesellschaft. Die Bedeutung von Bordellen in den KZ. In: Theresienstädter Studien und Dokumente. Heft 1/2006, ISBN 80-85924-52-8, S. 288–339.
- mit Christa Paul: SS-Bordelle und Oral History. Problematische Quellen und die Existenz von Bordellen für die SS in Konzentrationslagern. In: BIOS. 19. Jg., Heft 1/2006, S. 124–142.[5]
- Die Häftlingsbordelle im KZ-Komplex Auschwitz-Birkenau. Sexzwangsarbeit im Spannungsfeld von NS-„Rassenpolitik“ und der Bekämpfung von Geschlechtskrankheiten. In: Akim Jah, Christoph Kopke, Alexander Korb, Alexa Stiller (Hrsg.): Nationalsozialistische Lager. Neue Beiträge zur Geschichte der Verfolgungs- und Vernichtungspolitik und zur Theorie und Praxis von Gedenkstättenarbeit. Ulm 2006, ISBN 3-932577-55-8, S. 81–103.
- Goebbels und die Rede. In: Karin Hirdina, Janis Augsburger (Hrsg.): Licht als Ästhetisches Phänomen. Stuttgart 2000, ISBN 3-932602-95-1.